# Тихоокеански огнен пръстен
Тихоокеанският огнен пръстен е регион с чести земетресения и изригвания на вулкани около водния басейн на Тихия океан. Дълъг е 40 000 km и има формата на подкова. Съдържа 452 вулкана и 75% от активните вулкани в света. Около 90% от земетресенията в света и 81% от най-силните земетресения в света се намират на трасето на пръстена.
22 от 25-те най-големи вулканични изригвания през последните 11 700 години са се случили в границите на този пояс. Тихоокеанският огнен пръстен е пряко следствие от тектониката на плочите – движението и сблъскването на литосферните плочи и субдукция в северната част. Южната част е по-сложна, с редица по-малки тектонски плочи, които се сблъскват с Тихоокеанската плоча при Марианската падина, Филипините, Бугенвил, Тонга и Нова Зеландия.

## История
Наличието на пръстен с вулканична активност около Тихия океан е наблюдавано през 19 век. Американска експедиция в източноазиатските морета отбелязва, че Японските острови се намират на линия с вулканично развитие, която обгражда бреговете на Тихия океан от Огнена земя до Молукските острови.
Вторият сеизмично най-активен регион (със 17% от най-големите земетресения) е Алпийско-хималайският пояс, който се простира от остров Ява до северната част на Атлантика през Хималаите и Южна Европа.
Известният активен разлом Сан Андреас в Калифорния е трансформен разлом, който измества част от Източнотихоокеанското възвишение под югозападната част на САЩ и Мексико. Движението на разлома създава многобройни малки трусове няколко пъти на ден, повечето от които са твърде слаби, за да бъдат усетени.

## Причини
Тихоокеанският огнен пръстен е пряко следствие от тектониката на плочите – движението и сблъскването на литосферните плочи Източната част на пръстена е образувана в резултат на субдукцията на плочите Наска и Кокос съответно под движещата се на запад Южноамериканска плоча и Карибската плоча в Централна Америка. Част от Тихоокеанската плоча и малката плоча Хуан де Фука търпят субдукция под Северноамериканската плоча. В северната част Тихоокеанската плоча се движи на север и търпи субдукция под дъгата на Алеутските острови. На запад Тихоокеанската плоча се подпъхва по дължина на полуостров Камчатка и покрай Япония. Южната част е по-сложна, с редица по-малки тектонски плочи, които се сблъскват с Тихоокеанската плоча при Марианските острови, Филипините, Бугенвил, Тонга и Нова Зеландия. Индонезия лежи между Тихоокеанския пръстен и Алипийско-хималайския пояс.